# Tudeils
Tudeils é uma comuna francesa na região administrativa da Nova Aquitânia, no departamento de Corrèze. Estende-se por uma área de 9,39 km². Em 2010 a comuna tinha 245 habitantes (densidade: 26,1 hab./km²).